# Tonsillektomi
Tonsillektomi är en typ av tonsilloperation och ett kirurgiskt ingrepp där båda tonsillerna (palatin tonsiller eller halsmandlar) avlägsnas helt. Ingreppet görs huvudsakligen vid återkommande halsinfektioner eller obstruktiv sömnapné.  För de med frekventa halsinfektioner resulterar kirurgi i färre fall av halsont under följande ett till två år, men effekter på lång sikt är inte fullt kända. Hos barn med obstruktiv sömnapné förbättrar ingreppet livskvalitén.
Ingreppet är i allmänhet säkert, men komplikationer som kan uppstå är blödning, kräkningar, uttorkning, svårigheter att äta eller talsvårigheter. Halsont är vanligt och varar vanligtvis cirka en till två veckor efter operationen. Blödning inträffar hos cirka 1% under den första dagen och hos ytterligare 2% efter det. Dödsfall är mycket ovanligt och inträffar i mellan 1 av  2360 och 1 av 56 000 ingrepp. Tonsillektomi tycks inte påverka immunförsvaret på lång sikt.
Efter operationen kan ibuprofen och paracetamol (acetaminophen) ges för att behandla postoperativ smärta. Operationen görs ofta med metallinstrument eller elektrokauterisering. Adenoiden (en liknande körtel bakom näsan) kan också avlägsnas, i vilket fall ingreppet kallas för en "adenotonsillektomi". Ett partiellt avlägsnande av tonsillerna kallas för "tonsillotomi", vilket kan vara att föredra i fall av obstruktiv sömnapné.
Ingreppet har beskrivits sedan minst 50 år efter Kristus av Celsus. Sedan 2010, utförs åtminstone i USA tonsillektomi mer sällan jämfört med 1970-talet, även om det fortfarande är det näst vanligaste polikliniska ingreppet (som utförs utan inläggning på sjukhus) hos barn. I och med 2019 förekommer det en påtaglig debatt kring när det är lämpligt att operera, med bl.a. påståenden att operationen gjorts för ofta. Hur ofta tonsillektomi utförs skiljer sig mellan länder.

## Indikation
I Sverige utförs årligen runt 13 000 halsmandeloperationer (tonsilloperation). De flesta operationerna utförs på barn (<18 år). I Sverige är de vanligaste indikationerna snarkning eller luftvägsobstruktion, recidiverande (återkommande) tonsillit, kronisk tonsillit och peritonsillit (halsböld). De olika indikationerna har, åtminstone i Sverige, visat sig ha typiska ålders- och könsfördelningar. Snarkning/obstruktion på grund av förstorade tonsiller är något vanligare hos pojkar i förskoleåldern, medan de infektionsrelaterade indikationerna är något vanligare hos unga kvinnor.

## Efterförlopp
De flesta operationer förlöper felfritt utan större besvär.
Smärta är det vanligaste besväret efter kirurgi, varefter post-operativ blödning är näst vanligast. Smärtan är som regel mest påtaglig dagen efter operation, men kan kvarstå i upp till 14 dagar och drabbar till någon grad alla som opereras. Blödning har i vissa studier visats drabba 0.1–0.3% av de opererade.

## Typer av kirurgi

### Deloperation
När endast de utskjutande delarna av tonsillerna tas bort kallas det för tonsillotomi. I Sverige används tonsillotomi oftast om indikationen är snarkning eller luftvägsobstruktion. Vid denna indikation opereras ofta även den så kallade adenoiden bort.

### Typer av kirurgi
Det finns olika kirurgiska metoder för att utföra tonsillektomi och tonsillotomi som grovt delas in i kalla eller varma tekniker, där den kalla metoden är vanligast och den varma ofta används kompletterande vid blödning. Därtill finns  I en kommentar från Statens beredning för medicinsk och social utvärdering (SBU) från 2019 fann man att det inte gick att bedöma om varm operationsteknik coblation orsakade mindre smärta efter operation än kalla eller varma tekniker vid tonsillektomi. Det var också osäkert om risken för blödning mer än 24 timmar efter en tonsillektomi är större om kirurgen använder coblation jämfört med kalla och andra varma tekniker.